# Пакши, Тимеа
Тимеа Пакши (венг. Tímea Paksy; 22 января 1983, Будапешт) — венгерская гребчиха-байдарочница, выступала за сборную Венгрии на всём протяжении 2000-х годов. Девятикратная чемпионка мира, десятикратная чемпионка Европы, победительница многих регат национального и международного значения.

## Биография
Тимеа Пакши родилась 22 января 1983 года в Будапеште.
Первого серьёзного успеха на взрослом международном уровне добилась в 2002 году, когда попала в основной состав венгерской национальной сборной и побывала на домашнем чемпионате Европы в Сегеде, откуда привезла награды серебряного и золотого достоинства, выигранные в зачёте четырёхместных байдарок на дистанциях 200 и 1000 метров соответственно. Кроме того, в этом сезоне в тех же дисциплинах получила золото и бронзу на чемпионате мира в испанской Севилье. Год спустя на мировом первенстве в американском Генсвилле трижды поднималась на пьедестал почёта, в том числе удостоилась бронзовой медали в одиночках на двухстах метрах, а также добыла золотые медали в двойках на двухстах и тысяче метрах.
В 2004 году Пакши добавила в послужной список бронзовую, серебряную и золотую награды, выигранные на чемпионате Европы в польской Познани. В следующем сезоне на аналогичных соревнованиях в той же Познани стала серебряной призёршей среди четвёрок на двухстах и пятистах метрах. При этом на чемпионате мира в Загребе в четвёрках одержала победу в километровой гонке и заняла третье место в полукилометровой. 2006 год получился одним из самых успешных в её спортивной карьере, на чемпионате Европы в чешском Рачице она добилась звания чемпионки сразу в трёх разных дисциплинах, в то время как на чемпионате мира в Сегеде была лучшей во всех четырёх дисциплинах, в которых принимала участие: в одиночках на дистанции 200 метров, в четвёрках на дистанциях 200, 500, 1000 метров.
Сезон 2007 года Тимеа Пакши вновь провела очень успешно, пять раз попала в число призёров на европейском первенстве в испанской Понтеведре (в том числе выиграла две золотые медали), в четырёх дисциплинах получила медали на мировом первенстве в немецком Дуйсбурге (в том числе одну золотую в километровой программе байдарок-четвёрок). Через год выиграла две золотые и серебряную награды на чемпионате Европы в Милане, затем в следующем году в немецком Бранденбурге пополнила медальную коллекцию двумя серебряными наградами и одной золотой. На чемпионате мира в канадском Дартмуте завоевала две серебряные медали.
Последний раз добилась сколько-нибудь значимого результата на международной арене в сезоне 2010 года, когда выступила на мировом первенстве в Познани и выиграла там серебряную медаль в зачёте эстафеты 4 × 200 м. Вскоре по окончании этих соревнований приняла решение завершить карьеру профессиональной спортсменки, уступив место в сборной молодым венгерским гребчихам — всего у неё на счету девять титулов чемпионки мира и десять титулов чемпионки Европы. Несмотря на большое число престижных наград, Тимеа Пакши ни разу не участвовала в Олимпийских играх, поскольку соревновалась в основном в неолимпийских дисциплинах.